# Pettend
Pettend è un comune dell'Ungheria di 150 abitanti (dati 2008) situato nella contea di Baranya, regione Transdanubio Meridionale